# 植野葉子
植野 葉子（うえの はこ、1965年1月29日 - ）は、日本の女優。
東京都出身。身長163cm。
宝塚歌劇団68期生（1980年に宝塚音楽学校に入学、1982年に卒業）。千田真弓の芸名で、月組・娘役だった。

## 主な出演

### テレビドラマ
NHK
- 元禄繚乱（1999年 大河ドラマ）
- かるたクイーン（2003年） - 木下
- てるてる家族（2003年 連続テレビ小説） - 山岡珠美
- Q.E.D. 証明終了 第6回（2009年2月12日）
- 君たちに明日はない（2010年）

テレビ朝日
- 時効警察 第3話（2006年1月27日）

TBS
- 湯の町コンサルタント4　恋しの湯伝説殺人事件 （2006年1月30日）
- 水戸黄門 第43部 第5話（2011年8月1日）

BSフジ
- 港古志郎警視 (1) 第8話 （2011年）

### 映画
- 利休（1989年、勅使河原宏監督） - 勢以
- 鉄拳（1990年、阪本順治監督） - ミチコ
- 豪姫（1992年、勅使河原宏監督）
- たみおのしあわせ（2008年、岩松了監督）
- ラーメンガール（2008年、ロバート・アラン・アッカーマン監督）

### 舞台
- 『中島みゆき・夜会』VOL.7 「2/2」
- 『中島みゆき・夜会』VOL.9 「2/2」
- 『中島みゆき・夜会』VOL.10「海嘯」
- 『中島みゆき・夜会』VOL.17 「2/2」
- 『中島みゆき・夜会工場』VOL.1
- 『中島みゆき・夜会工場 』VOL.2
- 『中島みゆき・夜会』VOL.20 「リトル・トーキョー」